# Growing Up
Growing Up es una película de educación sexual para escuelas, de 23 minutos de duración, que se proyectó por primera vez en abril de 1971 y fue realizada por el Dr. Martin Cole. Está disponible como parte del DVD The Joy of Sex education (La alegría de la educación sexual) y fue descrita por un crítico como "la inclusión más famosa y controvertida", y por Peter Bradshaw de The Guardian como la "obra maestra indudable de este DVD". 
En su estreno, se dijo que era "la película más explícita y franca jamás realizada para uso escolar", y atrajo señalamientos a Mary Whitehouse, Lord Longford, Margaret Thatcher y miembros del Movimiento de liberación de las mujeres, todos los cuales, a excepción de Thatcher, asistieron a la primera proyección pública. Realizada dos años antes de su primera exhibición pública, su director pronto se arrepintió de la descripción tradicionalista de los roles de género dada en la apertura de la película. La función de la mujer fue descrita como "dar a luz a los niños", mientras que afirmaba que los hombres eran "mejores dando a luz a las ideas", una secuencia que objetó el Movimiento de Liberación de la Mujer. Anteriormente, se mostró una versión de la película a los estudiantes de la Universidad de Aston para recibir comentarios antes de lanzar la versión final. 
La película presenta escenas, en lugar de dibujos, de personas desnudas, que incluían relaciones sexuales y masturbación. Los profesores y los alumnos le dieron comentarios positivos, pero los revisores notaron la ausencia de discusión sobre enfermedades venéreas.

## Controversia
La cinta provocó una controversia nacional; "Desde el punto de vista educativo, es una película podrida", Whitehouse dijo después de ver la película, "hace que los niños no sean más que animales". Margaret Thatcher, entonces secretaria de Estado de Educación que había enviado a un asesor para ver la película, dijo a la Cámara de los Comunes el 21 de abril que estaba "muy perturbada" ante la idea de que se proyectara en las escuelas y sugirió que las autoridades educativas locales lo consideraran "con extrema precaución".